# Kārlis Baumanis
Kārlis Baumanis, často uváděn jako Baumaņu Kārlis, tj. s příjmením ve tvaru genitivu plurálu, (11. květen 1835, Viļķene poblíž Limbaži – 10. leden 1905, Limbaži) byl lotyšský hudební skladatel, textař, publicista, básník a satirik. Byl významnou postavou lotyšského národního obrození.
Přestože nezískal hudební vzdělání, složil téměř tři sta vokálních skladeb, z tohoto asi 50 sborových. Jeho vlastenecká píseň Bože, žehnej Lotyšsku (Dievs, svētī Latviju!) z roku 1873 se stala lotyšskou národní hymnou. Jiné jeho písně zlidověly.
V letech 1874–⁠1875 uveřejnil v rižských novinách sérii polemických článků o lotyšské lidové hudbě a stal se tak zakladatelem lotyšské etnomuzikologie.